# Kouh ghan
Le Kouh ghan ou Koung gang selon la prononciation, est une danse traditionnelle bamiléké, à l'Ouest  du Cameroun. Cette danse est présente dans les cérémonies d'envergure bamilékés telles que l'installation de rois et les funérailles. 

## Description
| Vidéos externes |                                                                                                 |
|                 | Kougang de Bapa : Danse Mystique • 13 févr. 2017, par Akim Pascal Culture 237                   |
|                 | Kounga FuTcham @ Domga - Bakassa 22-02-2010•29 mai 2018 par Bakassa Nsialieu-Nkwaten            |
|                 | Kounga de Feu sa Majesté Tchamabe @ Bakassa 4 Avril 2010 • 29 mai 2018 Bakassa Nsialieu-Nkwaten |
|                 | Danse mystique Kouga West Cameroon • 18 sept. 2016 dgb's liedji                                 |
|                 | Koungang n v AVSEQ01 Old2•6 mars 2017 Stephane Ngangue                                          |
|                 | Comment danser le Nkouogang des Bamiléké • 11 avr. 2018, Par S19 Afrik'Culture                  |
|                 | Danse Koungang au Festimetchou 2015 à Batié • 19 janv. 2015 par Simeon Tchameu                  |

### Danse
Le Kouh ghan se singularise par des pas de danse particuliers. L'apprentissage des pas se fait dans le cadre de l’initiation à la danse dans la société secrète associés au groupe de danse.  

### Apparats (tenues et accessoires) de danse
Les tenues spéciales sont constituées de longues robes noires et masques élaborés de coris arborant de longues tresses à base de fibres de cheveux humains ou de mèches de synthèse qui s'allongent sur tout le corps. Sur les masques on retrouve des cornes d'ivoire dont le nombre correspond au degré hiérarchique dans la société secrète. Les danseurs ont généralement des sonnailles aux jambes qu'ils secouent en dansant.

## Significations
Le Kouh ghan est associé à des phénomènes paranormaux tel que le fait de planter un bananier, de le faire grandir, et de faire mûrir son régime de bananes en l’espace de quelques heures (le processus naturel dure entre 8 et 15 mois). La banane mure est ensuite consommée sur place par les participants. Sur le plan traditionnel, le Kouh ghan est considéré comme une danse mystique des sociétés secrètes qui se déroule également dans la forêt sacrée appelée « La’kam », à l’abri des regards. Les membres sont des initiés dont l'identité n'est connue que par les autres membres.